# Bacchino malato
Il Bacchino malato è un dipinto a olio su tela, realizzato tra il 1593 ed il 1594 (ma a seguito di recenti ricerche dovrebbe essere datato al 1596-1597, considerato che le prime notizie sull'artista rimandano al massimo alla primavera del 1596)  dal pittore italiano Caravaggio e conservato presso la Galleria Borghese.

## Storia
Il Bacchino malato è stato realizzato da Caravaggio presso la bottega di Giuseppe Cesari, meglio conosciuto come il Cavalier d'Arpino, pittore di grande successo in quel periodo. Infatti, questo dipinto – assieme al Fanciullo con canestro di frutta – rimarrà nella bottega di Cavalier d'Arpino fino a quando, nel 1607, per motivi fiscali, entrambi i dipinti furono requisiti dagli emissari di papa Paolo V e consegnati al nipote del papa stesso il cardinale Scipione Caffarelli-Borghese, noto collezionista dell'epoca, divenendo parte della collezione della Galleria Borghese.
Il titolo del dipinto è dovuto al colorito della pelle del soggetto che, secondo alcuni studiosi, sarebbe proprio un autoritratto dello stesso Caravaggio, eseguito durante la sua convalescenza in seguito al ricovero presso l'ospedale della Consolazione (l'ospedale dei poveri), avvenuto – sembra – per una ferita alla gamba causatagli dal calcio di un cavallo.

## Descrizione e stile
In questo dipinto, Caravaggio sembra porre l'accento sulla malattia di Bacco, sottolineando il pallore del volto e il colore bluastro delle labbra e non attenuando per nulla le imperfezioni del corpo umano. È evidente che, per autoritrarsi, Merisi abbia fatto uso di uno specchio e, dall'inventario delle "robbe" del pittore, datato 1605, si evince che il Merisi fosse effettivamente in possesso di vari specchi. L'uso di uno strumento di riflessione e proiezione e di una sorta di camera oscura era stato proposto da Roberto Longhi già prima degli studi sull'ottica del Caravaggio di Roberta Lapucci che hanno fornito plausibili ipotesi di lavoro a cominciare proprio da quello sui "quadretti nello specchio ritratti" , secondo la definizione del Baglione,riferita alle prime opere della gioventù a Roma, come appunto il " bacchino", del 1594. La posizione contratta del modello, tutta spinta in avanti, con il volto, le spalle e la mano sullo stesso piano e la tavola vista dall'alto, come sottolineato dalla Lapucci, non fanno che spingere a riflettere sulle applicazioni ottiche del pittore, forse derivate dagli esperimenti di Leonardo e Giovan Battista della Porta.
Maurizio Calvesi ha individuato nel Bacco una prefigurazione di Cristo, poiché – iconologicamente – l'uva è uno dei simboli della Passione. Anche in questo dipinto, come pure in altri suoi dipinti (quali, ad esempio, la Deposizione, il San Giovanni Battista dei Musei Capitolini e la Vocazione di San Matteo), Caravaggio cita una posa michelangiolesca: in questo caso, quella della gamba piegata e sollevata o divaricata, che assume il significato di rinascita, ma anche di vittoria e trionfo. È evidente che il trionfo in questione sarebbe quello del pittore sulla malattia e la morte; si tratterebbe dunque di una sorta di "resurrezione" del pittore stesso, la cui malattia aveva fatto temere il peggio. Sempre a proposito della posizione di taglio del modello e della gamba sollevata, Ferdinando Bologna ha notato delle palesi analogie con alcuni motivi peterzaneschi, frutto della formazione di Caravaggio a Milano. In particolare, lo studioso ha posto la posa del Bacchino in rapporto con quella della Sibilla Persica, raffigurata in uno dei pennacchi ai lati dell'Adorazione dei Pastori, e affrescata da Simone Peterzano nel Presbiterio della Certosa di Garegnano. Sulla base di quanto proposto da Ferdinando Bologna, quindi, più che di una imago Christi e del relativo simbolismo cristologico della resurrezione, il Bacchino malato sarebbe più semplicemente una raffigurazione di Bacco, caratterizzata da un marcato naturalismo dato dalla condizione di convalescenza del pittore in seguito al ricovero presso l'Ospedale della Consolazione. Si tratterebbe, quindi di una sorta di resurrezione profana, il cui riaffacciarsi al piacere della vita da parte del pittore è vissuto con incredulità e malinconia. Il colorito cianotico viene anche interpretato come un effetto notturno, lunare delle baldorie bacchiche; un segno della presenza del dio cui il pittore si identifica come aveva già fatto il Lomazzo, che aveva fondato un'Accademia dedicata al culto di Bacco. In questo senso figurarsi come Bacco significherebbe riaffermare la propria individualità e superiorità orgogliosa di pittore. Il richiamo a Bacco, dio dell'ebrezza orgiastica, dell'anarchia, dell'abbandono senza freni ai sensi, opposto ad Apollo, dio della perfezione, dell'ordine, della perfetta bellezza, poteva anche essere, secondo Graham-Dixon,  un elemento di contrapposizione, di protesta nei confronti del Cavalier D'Arpino che lo teneva in bottega a dipingere fiori e frutta. Secondo George Steiner, Caravaggio si sarebbe imbattuto nell' immagine di Alcibiade che Platone riporta in una scena del Simposio in cui una flautista aiuta l'ebbro Alcibiade a camminare barcollante "con una ghirlanda d'edera e di viole, una cascata di nastrini tra i capelli".
Degno di nota il contrasto naturalistico (prima ancora che simbolico) fra l'edera che corona il capo del giovane (simbolo dionisiaco e cristiano di eternità) e gli acini marciti che, in margine, appaiono nel grappolo di uva gialla, stretta nella mano destra (simbolo della costante caducità dell'esistenza e della presenza incombente della morte).
Il Bacchino malato è uno di quei dipinti riconducibili alla prima attività pittorica di Caravaggio a Roma, in cui il dato psicologico della figura umana e delle sue azioni non aveva ancora catturato l'interesse di Merisi. In questa prima fase della sua carriera, l'attenzione di Caravaggio si concentrò prevalentemente sulla descrizione naturalistica del soggetto umano (generalmente rappresentato da monelli e ragazzi di strada o addirittura da se stesso, per mezzo di autoritratti) o del soggetto naturale (frutta presa al mercato o rimediata dagli avanzi d'osteria).
Il Bacchino malato non è l'unico dipinto a raffigurare Bacco. Un secondo Bacco agli Uffizi, realizzato dopo l'esperienza di Merisi presso la bottega di Cavalier d'Arpino, cioè attorno al 1596, denota una maggiore consapevolezza della simbologia cristologia a cui entrambi i dipinti sembrerebbero fare riferimento. Ma non bisogna dimenticare che Caravaggio poteva essersi rifatto all'Iconologia di Cesare Ripa, in cui la figurazione della lussuria prevede un fauno con in testa l'edera al posto dei pampini mentre offre un grappolo d'uva: " Dipingevano per la lussuria ancora gli antichi un Fauno, con una corona di Euruca e un grappolo d'uva in mano per fingersi il fauno libidinoso, e l'Euruca per invitare, e spronare assai gli atti di Venere e propriamente sono lussuriosi, quei che sono soverchi né vezzi d'amore, cagionato dal vino..." . L'Iconologia, pubblicata la prima volta nel 1553 e la seconda accresciuta nel 1603, faceva certo parte della biblioteca della Bottega del Cavalier D'Arpino" necessaria à Poeti, Pittori et Scultori, per rappresentare le virtù, vitij, affetti et passioni humane" ( Incipit dell'edizione 1603 ).